# Zuzanna Trąmpczyńska
Zuzanna Maria Trąmpczyńska, także Zuzanna Trąmpczyńska Hirschi (ur. 22 maja 1950 w Warszawie) – polska malarka i architektka, związana z Francją i Senegalem.

## Życiorys
Zuzanna Trąmpczyńska ukończyła Państwowe Liceum Sztuk Plastycznych w Warszawie (1969), École Nationale Supérieure des Arts Décoratifs w Paryżu (1972), École nationale supérieure d'architecture de Paris-Val de Seine w Paryżu (1978). Studiowała także estetykę sztuki na Uniwersytecie Sorbony.
Wykładała w École nationale supérieure d'architecture w Marsylii (1982–1995) i w École nationale supérieure d'architecture et de paysage w Lille (1995–2015). W ramach działalności akademickiej zajmowała się badaniem i rewitalizacją starych centrów miast, rehabilitacją istniejących budynków oraz miastami wernakularnymi. Współautorka monografii poświęconej tradycyjnej architekturze Jemenu Północnego.
W 2001 zaangażowała się w ochronę wpisanej na listę światowego dziedzictwa UNESCO wyspy Saint-Louis w Senegalu. Z ramienia UNESCO była konsultantką podczas renowancji Katedry św. Ludwika w Saint-Louis.
Jako malarka wystawia w Polsce i we Francji.
W 2022 „za wybitne zasługi w rozwijaniu międzynarodowej współpracy naukowej w dziedzinie architektury, za kreowanie pozytywnego wizerunku Polski w świecie” została odznaczona Krzyżem Kawalerskim Orderu Zasługi Rzeczypospolitej Polskiej.